# Casa forta

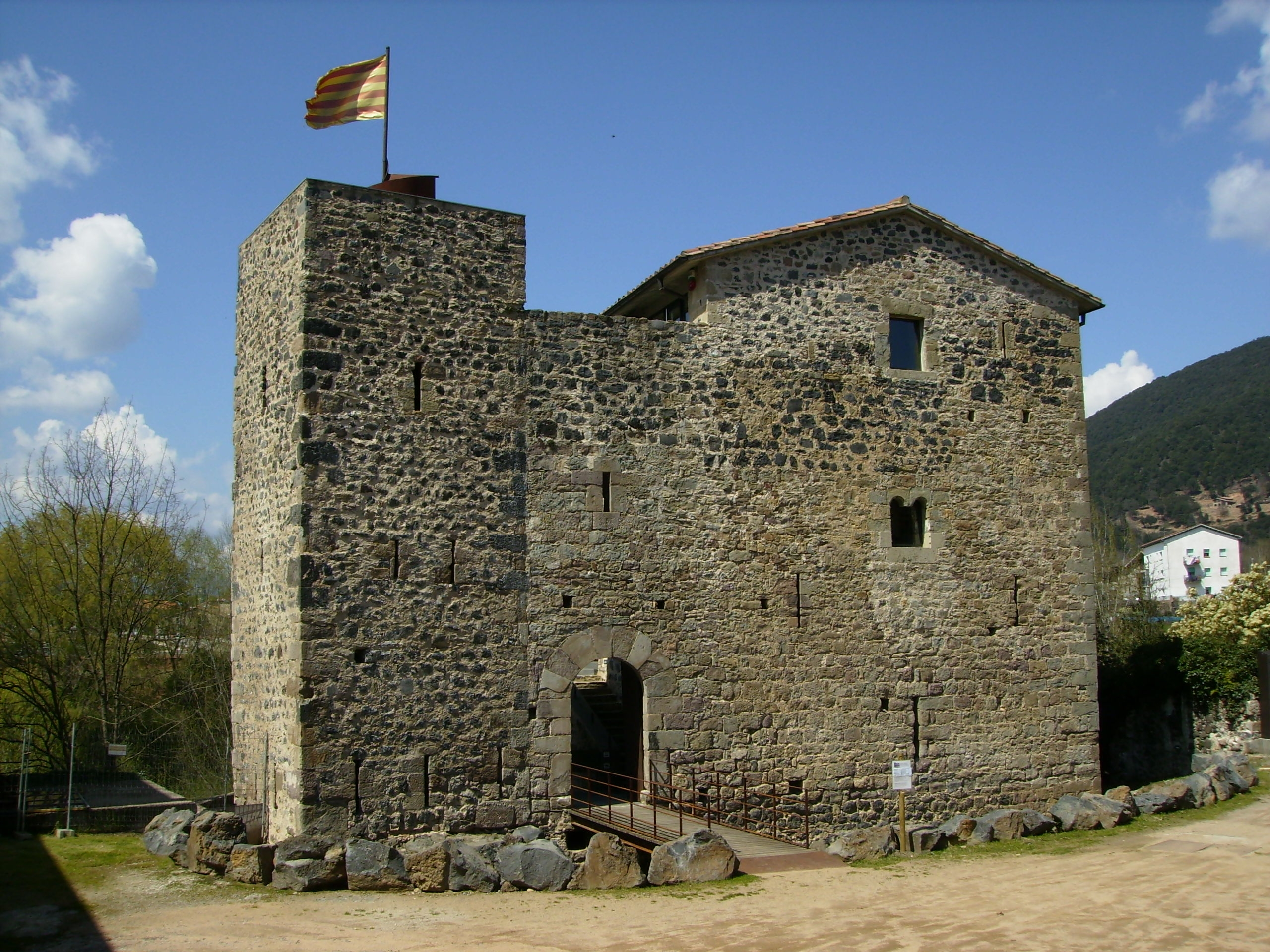
La Casa Forta de Juvinyà.

Una casa forta o mas fortificat és una petita fortalesa on vivien membres de la baixa noblesa. Eren habituals amb la feudalització.
És una casa habitada dotada d'elements constructius defensius (murs i torres), però que no assoleix ni pretén assolir les dimensions i el disseny específic del castell, destinada més a la protecció de vides que dels béns i les propietats. Aquest tipus d'edifici prolifera durant la baixa edat mitjana i l'edat moderna. Aquest tipus d'afegitó defensiu era habitual en masies aïllades, relativament allunyades de nuclis urbans emmurallats, sobretot durant els segles xv i xvi (en temps del bandolerisme i pirateria turca i berberisca) i xix (en temps de les carlinades).
A l'inici de l'edat mitjana central, les cases fortes eren anomenades als documents domus fortis. Corresponien a l'habitatge d'un cavaller, un membre de la baixa noblesa. Cal, per tant, no confondre-les amb els masos fortificats que trobem a partir dels darrers segles medievals, que ja eren habitats per pagesos.
En són exemples la Casa de la Vall (Andorra la Vella, Principat d'Andorra), que actualment és la seu del Consell General, el parlament andorrà; la Casa-museu d'Areny-Plandolit (Ordino, Principat d'Andorra); la casa forta de Juvinyà (Sant Joan les Fonts, Garrotxa); Can Tristany (Solsonès); la casa forta de Bellpuig (Sant Julià de Vilatorta, Osona) -només en queden restes-; Roca-salva o la Torre de Sant Climent (Sant Climent d'Amer, Selva); el mas Vinyoles (Centelles, Osona); Cavall Sobirà (Prats de Lluçanès, Osona); la torre de Picalquers (Esplugues de Llobregat, Baix Llobregat); la torre de Grions (Selva); Vallfarines (Vilanova de Meià, Noguera); Rocaspana (Vilanova de Meià, Noguera); etc.